# North Greenland Ice Core Project

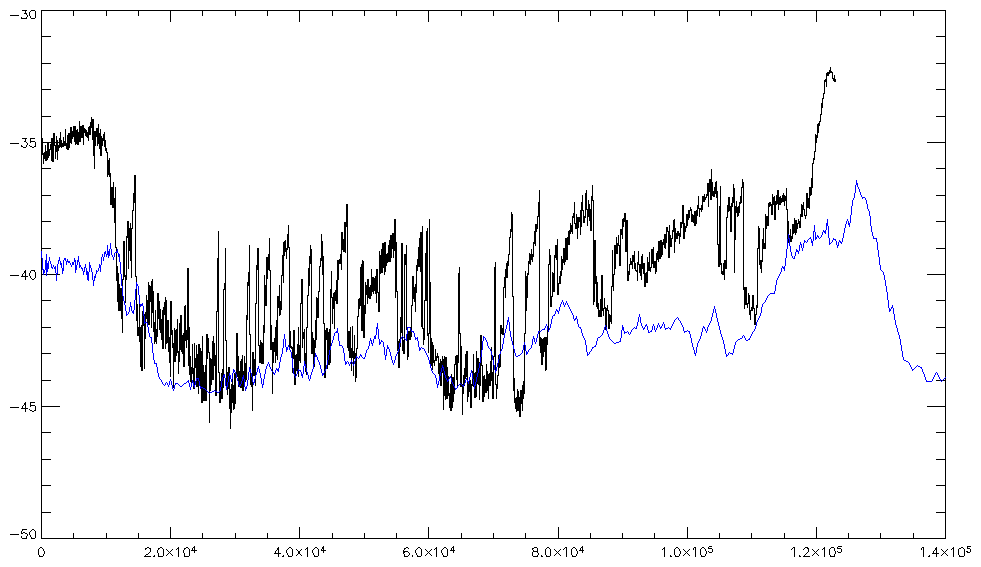
Enregistrement du δO dans une carotte glaciaire du NGRIP.

Le site de forage du North Greenland Ice Core Project (NGRIP ou NorthGRIP) se situe près du centre du Groenland aux coordonnées de 75° 06′ N, 42° 19′ O, à un endroit où l'épaisseur de glace est de 3,085 km. Le forage commença en 1999 et le soubassement rocheux fut atteint en 2003. 
Les carottes de glace prélevées étaient composées de cylindres de 11 cm de diamètre et de 3,5 m de longueur. Le site NGRIP fut choisi car il était possible d'obtenir un échantillon non perturbé allant jusqu'à la dernière période glaciaire. Le site présente une topographie basale plate qui évita les distorsions dues aux écoulements qu'avaient rencontré les projets GRIP (en) et GISP, qui rendaient leurs carottes les plus basses peu fiables. Fait inhabituel, il y a eu un phénomène de fonte dans les couches profondes, sans doute dû à un gradient géothermique local. Cela présente l'avantage que les couches de fond sont moins comprimées et amincies qu'elles ne le sont d'ordinaire ; les couches annuelles des échantillons NGRIP pour la date de 105 000 ans font 1,1 cm d'épaisseur, deux fois plus que les couches des échantillons GRIP pour la même époque.
Le forage NGRIP permit de résoudre un problème rencontré avec les échantillons issus de GRIP et GISP2 : le manque de fiabilité pour la période de l'Eémien. NGRIP couvre 5 000 ans de l'Eémien.
Le NGRIP était un projet international coordonné par l'Institut Niels-Bohr de l'université de Copenhague.